# Chris Hülsbeck
Christopher Hülsbeck, illetve angolosan: Chris Huelsbeck (Kassel, 1968. március 2. –) német zeneszerző, programozó, akinek nevéhez számtalan számítógépre, illetve videójáték-konzolra kiadott játék betétdala kötődik. Legismertebb művei a Turrican videójáték-sorozat zenéi, a The Great Giana Sisters, valamint saját kedvence, az R-Type főcímdala.

## Kezdetek
Chris Hülsbeck zongoratanár nagymamájától tanult meg zenélni és a mama anyagi segítségével vehette meg 14 évesen első számítógépét, egy Commodore 64-est (C64). 17-évesen kezdte karrierjét, amikor 1986-ban benevezett a német 64'er magazin zeneszerzői versenyére, és amikor megnyerte azt "Shades" című szerzeményével, rögtön állást is kapott a Rainbow Arts videójáték kiadó zenei részlegében.

## Segédprogramok
Hülsbeck 1986-ban közzétette a SoundMonitor segédprogramot C64-re, mely a 64'er hasábjain jelent meg programkód formájában. Ennek a programnak jelentős hatása volt a később, a zeneszerkesztő (ún. tracker) programok alapját képező The Ultimate Soundtracker segédprogramra. Hülsbeck Peter Thierolffal közösen készített Amigára egy TFMX (The Final Musicsystem eXtended) zenelejátszó programot – Hülsbeck fejlesztette ki a koncepciót, a zenei rutint és a grafikát, míg Thierolf írta meg a zeneszerkesztő programot, mely jellemzőiben sokkal zene-orientáltabb volt a rivális Soundtracker-nél.

## Játékzenék

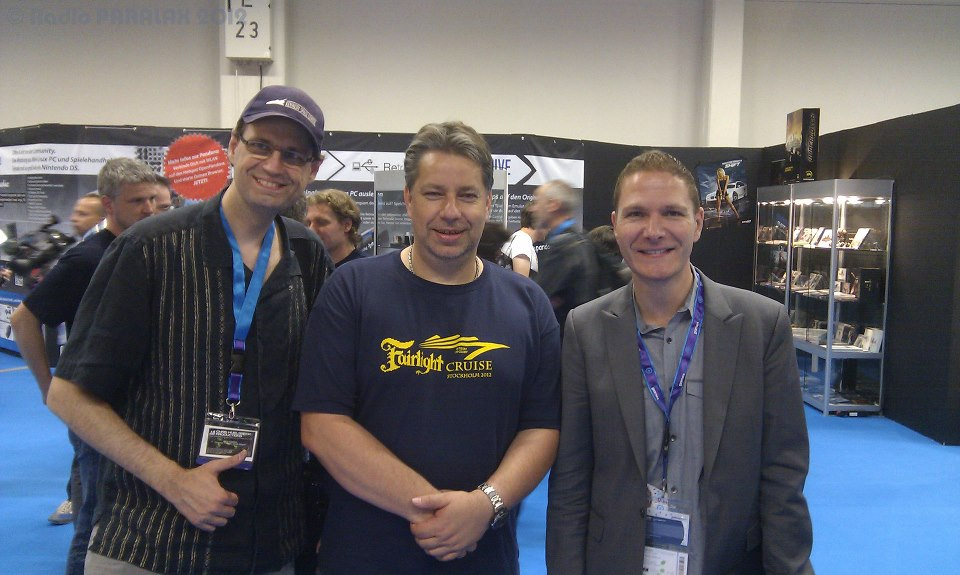
Chris Hülsbeck (b), Willi Bäcker (k), Julian Eggebrecht (j) a 2012-es Gamescom-on

Hülsbeck több, mint 70 játékprogramnak írt zenét, melyek közül több ma is klasszikusnak számít a retro játékok rajongói körében. Az Apydia, a Turrican 2 és 3, valamint a The Great Gianna Sisters betétdalai 2003 és 2007 között élőben is felcsendültek a lipcsei „Symphonische Spielemusikkonzerte” koncertsorozata keretén belül, Andy Brick vezényletével. 2008. augusztus 23-án Arnie Roth vezényelte zeneszámait a csak Hülsbeck munkásságának szentelt „Symphonic Shades” elnevezésű koncerten Kölnben.
A zenéit kedvelő rajongóknak jelenleg havonta komponál szerzői jogdíj mentesen felhasználható zenedarabokat, melyet a rajongói klub havi regisztrációs díja ellenében szabadon felhasználhatnak játékprogramokban, Youtube-on, vagy bárhol.

## Lemezei
- 1991 Quik and Silva
- 1991 Shades[9]
- 1992 To be on Top[10]
- 1992 Apidya
- 1993 Turrican Soundtrack
- 1994 Native Vision – Easy life (single)
- 1994 Rainbows
- 1995 Super Turrican 2
- 1995 Sound Factory
- 1997 Tunnel B1 Soundtrack
- 1997 Extreme Assault soundtrack
- 1998 Peanuts feat. Doc. Schneider – Leben betrügt (single)
- 2000 Bridge from the past to the future (released at [MP3.com])
- 2000 Collage (released at [MP3.com])
- 2000 Merregnon Soundtrack, Volume 1
- 2001 Chris Hülsbeck in the Mix (released by ZYX Music)
- 2004 Merregnon Soundtrack, Volume 2 (English and Japanese edition)
- 2007 Number Nine
- 2008 Symphonic Shades
- 2013 Turrican Soundtrack Anthology (Volumes 1-4)
- 2015 The Piano Collection
- 2017 25 Years – Turrican II The Orchestral Album by Chris Huelsbeck[11]

## Szerzeményei
- Apidya (Amiga)
- Apprentice (Amiga)
- Battle Isle (Amiga és PC)[12]
- The Baby of Can Guru (C64)
- Dulcedo Cogitationis (C64)
- The Great Giana Sisters (C64)
- Hard 'n' Heavy (C64)
- Jim Power in Mutant Planet (Amiga)
- Jim Power: The Lost Dimension in 3-D (SNES)
- R-Type intro music (C64, Amiga)
- Starball intro music (C64)
- Shades (C64 demo)
- To be on Top (C64)
- Turrican 1-3 soundtracks (Amiga)
- M.U.D.S. – Mean Ugly Dirty Sport (Amiga)
- X-Out (Amiga)
- Z-Out (Amiga)
- Adrift in a Cobalt Eternity (PC)
- Star Wars: Rogue Squadron (N64 és PC)
- Bubsy: The Woolies Strike Back (PS4 és PC)

## Fordítás
- Ez a szócikk részben vagy egészben  a   Chris Huelsbeck című angol Wikipédia-szócikk fordításán alapul.  Az eredeti cikk szerkesztőit annak laptörténete sorolja fel. Ez a jelzés csupán a megfogalmazás eredetét és a szerzői jogokat jelzi, nem szolgál a cikkben szereplő információk forrásmegjelöléseként.